# Tác
Tác község Fejér vármegyében, a Székesfehérvári járásban.

## Fekvése
Székesfehérvártól 12 kilométerre dél-délnyugati irányban található; az M7-es autópálya 4 kilométerre fekszik a településtől. Központján a Sáregres-Szabadbattyán közti 6307-es út húzódik végig, de lakatlan külterületeit egy rövid szakaszon érinti a 6214-es út nyomvonala is.

## Története
Hírnevét az ország legnagyobb méretű római kori szabadtéri múzeumának, Gorsiumnak köszönheti. A Sárvíz menti homokos síkság kétezer év kultúráját őrzi. Határában 46 régészeti lelőhelyet regisztrálnak. A legjelentősebb ezek közül a belterülettől keletre eső római kori Gorsium. A rómaiak a Dunántúl keleti felének meghódításakor, Kr. u. 46-49. között Sárvíz átkelőhelyét katonai táborral szállták meg. Az erődítés helyén jött létre a 2. század elején a város, a provincia tartománygyűlésének és császárkultuszának székhelye.
Az 1958 óta folyó ásatások nyomán a Duna-vidék egyik legnagyobb Régészeti Parkja jött létre, városfalakkal, fórummal, szentélyekkel, a szentélykerület csarnokaival és templomaival.
Maga Tác a 17. század közepén, a Sárvíz jobb partján alakult ki. A falu birtokosa a Zichy család volt.
Gorsium határában az önkormányzat nagy kiterjedésű, 59 hektáros földterülettel rendelkezik, amelynek idegenforgalmi hasznosítására a nagyszabású előkészületek megtörténtek. A település már csak azokat a befektetőket várja, akik e páratlan értékű és szépségű területen új, szintén nemzetközi jelentőségű látványossággal gazdagítanák a Gorsium megtekintése végett ideérkező turistákat.
Érdekesség a falu egyik utcájáról: Az 1990-es években a községet észak-déli irányban átszelő utcát, amit a község lakói csak Andrási utcának hívtak, hivatalosan is elnevezték gróf Andrássy Gyuláról. Maga a megnevezés egy bizonyos Mukrányi András bácsiról maradt rá az akkori földútra, aki a vasút két partján elterülő úgynevezett „keselőre” szokott az említett földúton kijárni, közlekedni. A keselő szőlővel beültetett terület volt és az úgynevezett háztáji részét alkotta. Az 1970-es években számolták fel. A vasút déli oldalán egy dűlő volt, ahol például az Almási/Molnár, Templom-sor elején lakó Borbás család szőlőterülete is volt. A vasút északi oldalán lévő keselő területe több dűlőből állt. Több család szőlővel beültetett területe volt ott, például a Szép családé.[forrás?]

## Közélete

### Polgármesterei
| Polgármester | Polgármester   | Polgármester |  |
| ------------ | -------------- | ------------ |  |
| 1990–1994    | Horváth István | független    |  |
| 1994–1998    | Horváth István | független    |  |
| 1998–2002    | Horváth István | független    |  |
| 2002–2006    | Horváth István | független    |  |
| 2006–2010    | Horváth István | független    |  |
| 2010–2014    | Horváth István | független    |  |
| 2014–2019    | Horváth Tamás  | független    |  |
| 2019–2024    | Horváth Tamás  | független    |  |
| 2024–        | Horváth Tamás  | független    |  |

## Népesség
A település népességének változása:
| Lakosok száma | 1664 | 1681 | 1676 | 1723 | 1750 | 1698 | 1684 | 1687 |
|               | 2013 | 2014 | 2015 | 2019 | 2021 | 2022 | 2023 | 2024 |

A 2011-es népszámlálás során a lakosok 87,8%-a magyarnak, 0,3% cigánynak, 0,5% németnek mondta magát (12,2% nem nyilatkozott; a kettős identitások miatt a végösszeg nagyobb lehet 100%-nál). A vallási megoszlás a következő volt: római katolikus 29,6%, református 29,7%, evangélikus 0,7%, görögkatolikus 0,1%, felekezeten kívüli 13,2% (25,8% nem nyilatkozott).
2022-ben a lakosság 90,5%-a vallotta magát magyarnak, 0,6% cigánynak, 0,2% németnek, 0,1-0,1% görögnek, szlovénnek, örménynek, szerbnek és románnak, 1,8% egyéb, nem hazai nemzetiségűnek (9,3% nem nyilatkozott; a kettős identitások miatt a végösszeg nagyobb lehet 100%-nál). Vallásuk szerint 21,4% volt római katolikus, 18,4% református, 0,6% evangélikus, 0,9% egyéb keresztény, 0,7% egyéb katolikus, 15,1% felekezeten kívüli (42,7% nem válaszolt).

## Képek

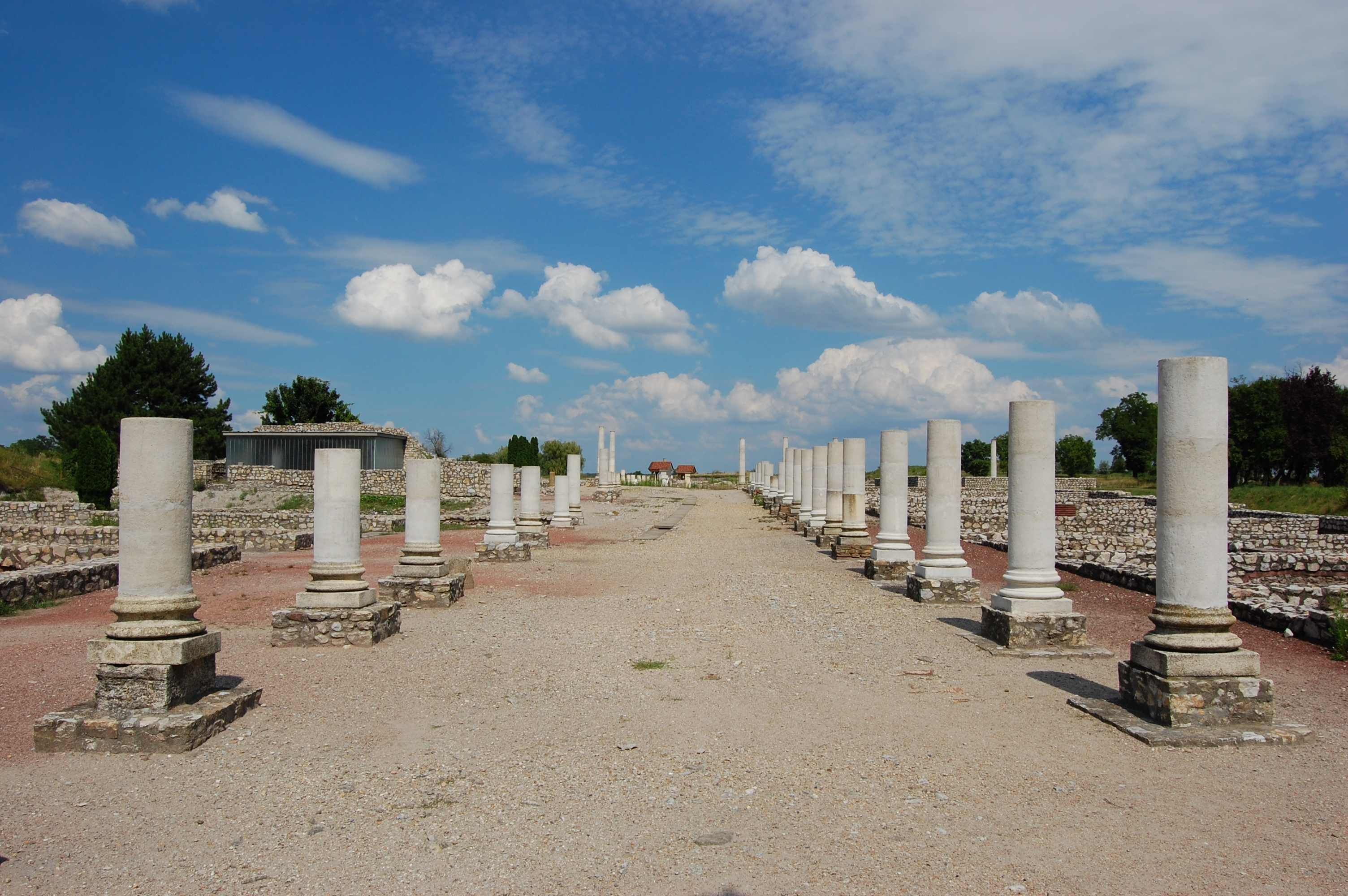
Decumanus Maximus
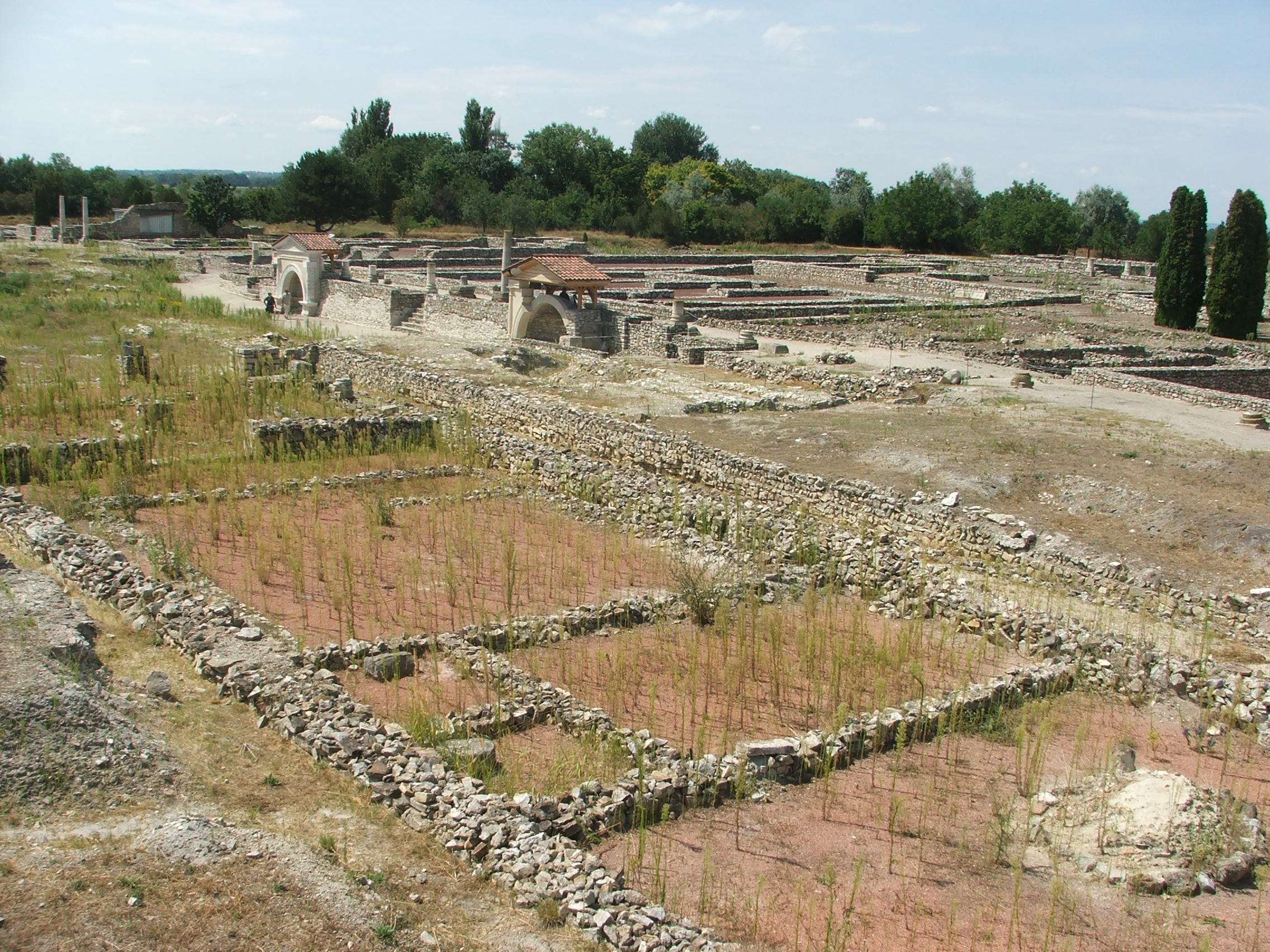
Gorsium
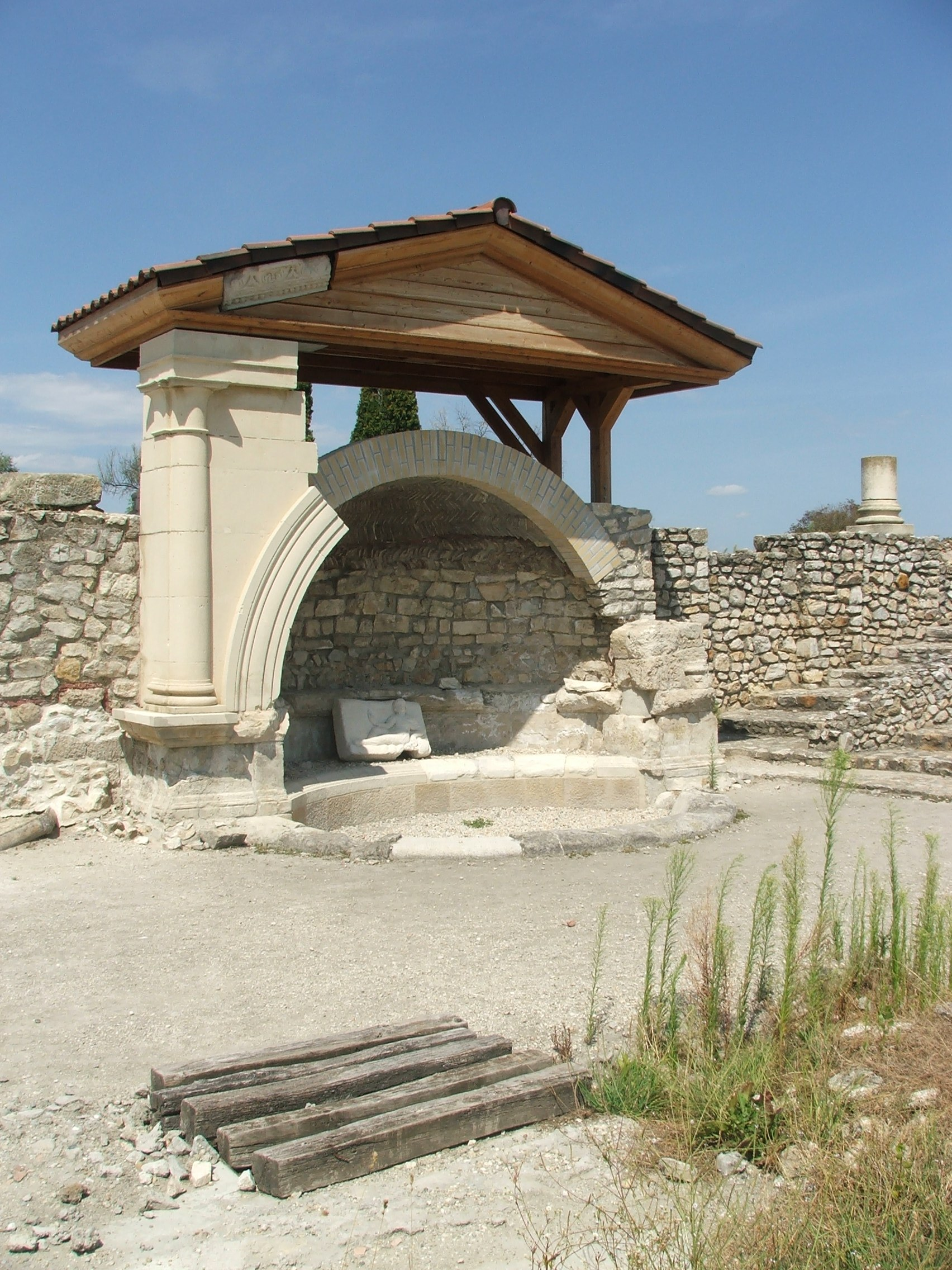
Gorsium, Nymphaea, díszkút
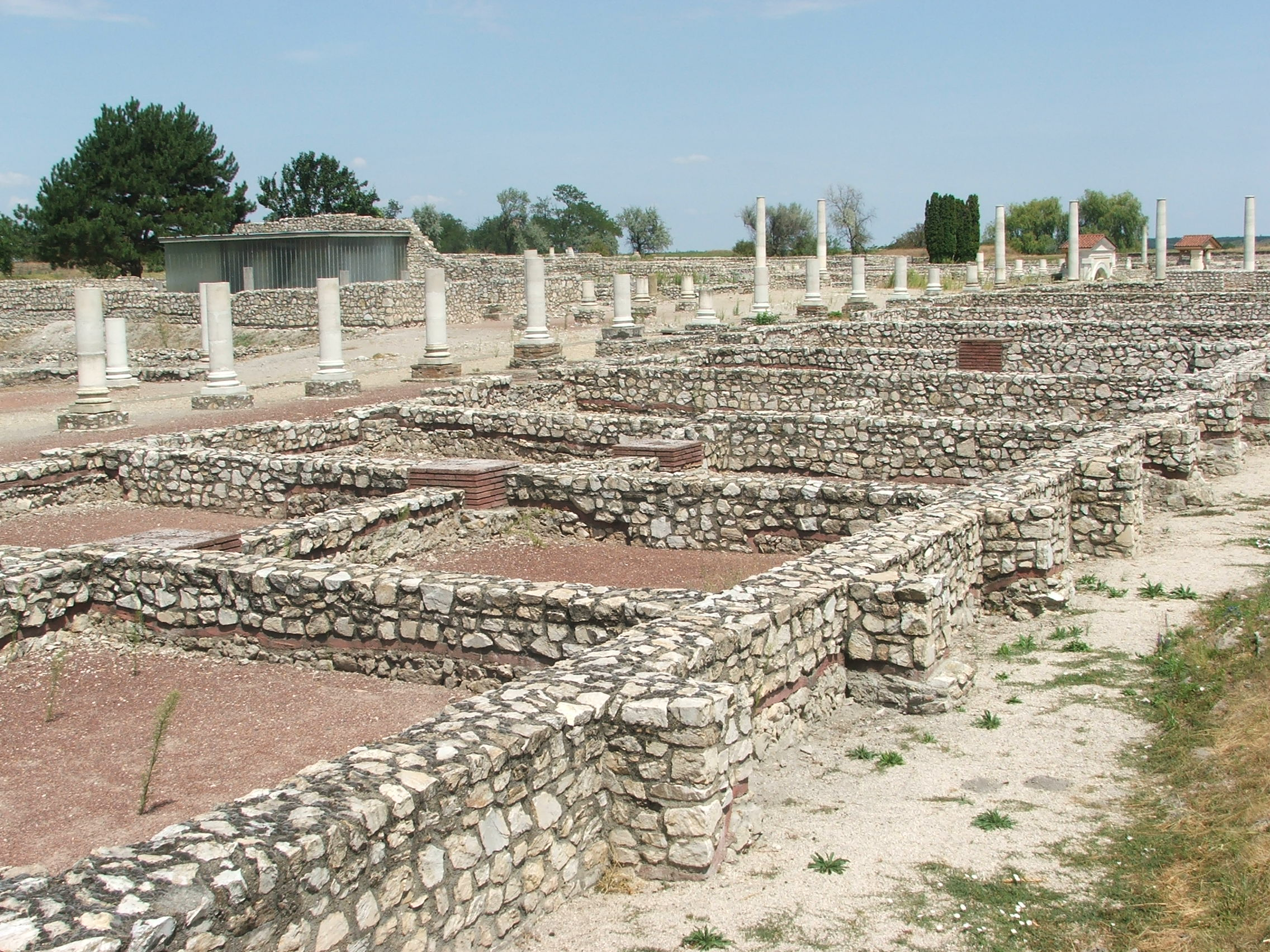
Gorsium, Decumanus Maximus, főutca
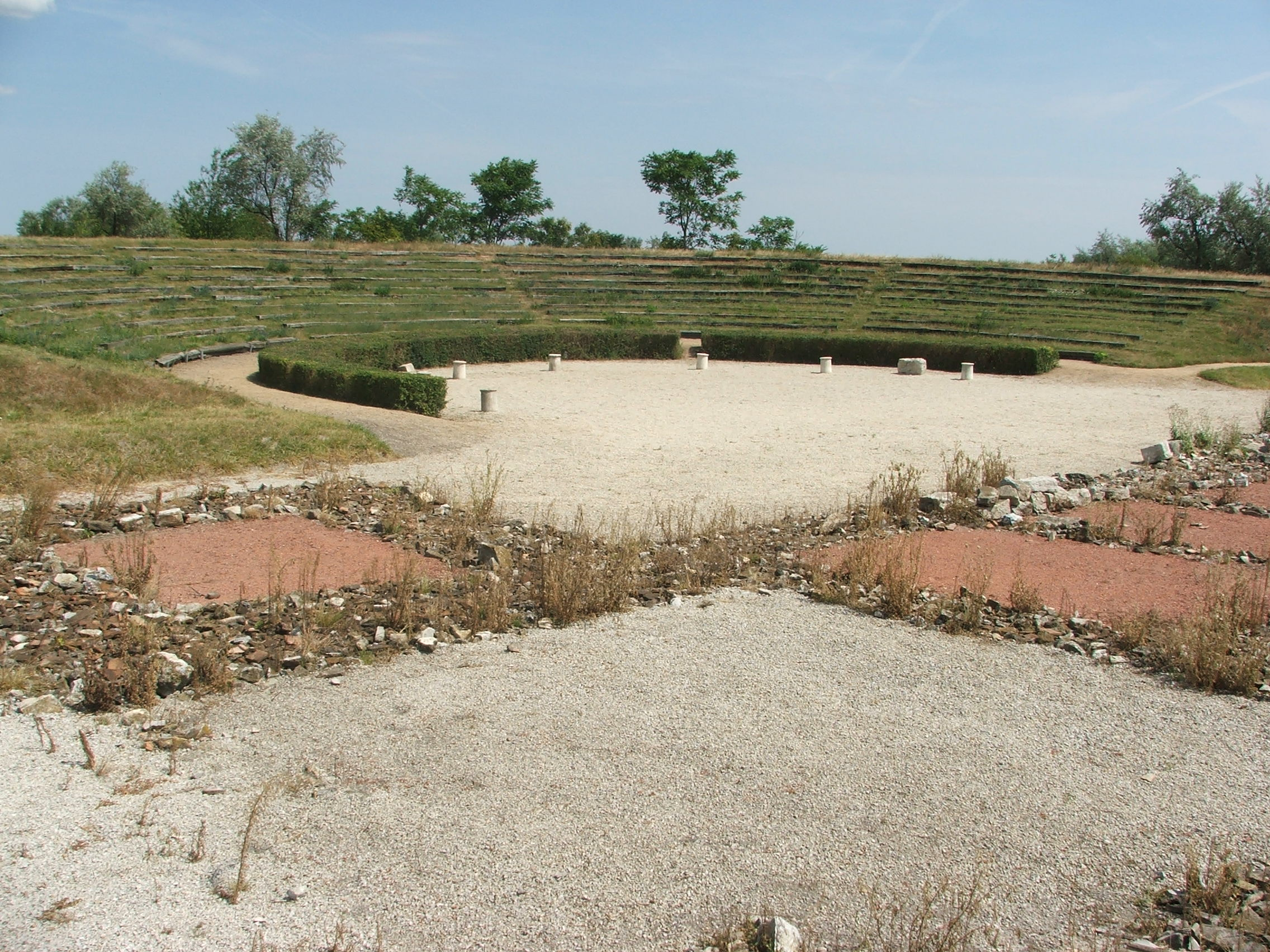
Gorsium, színház
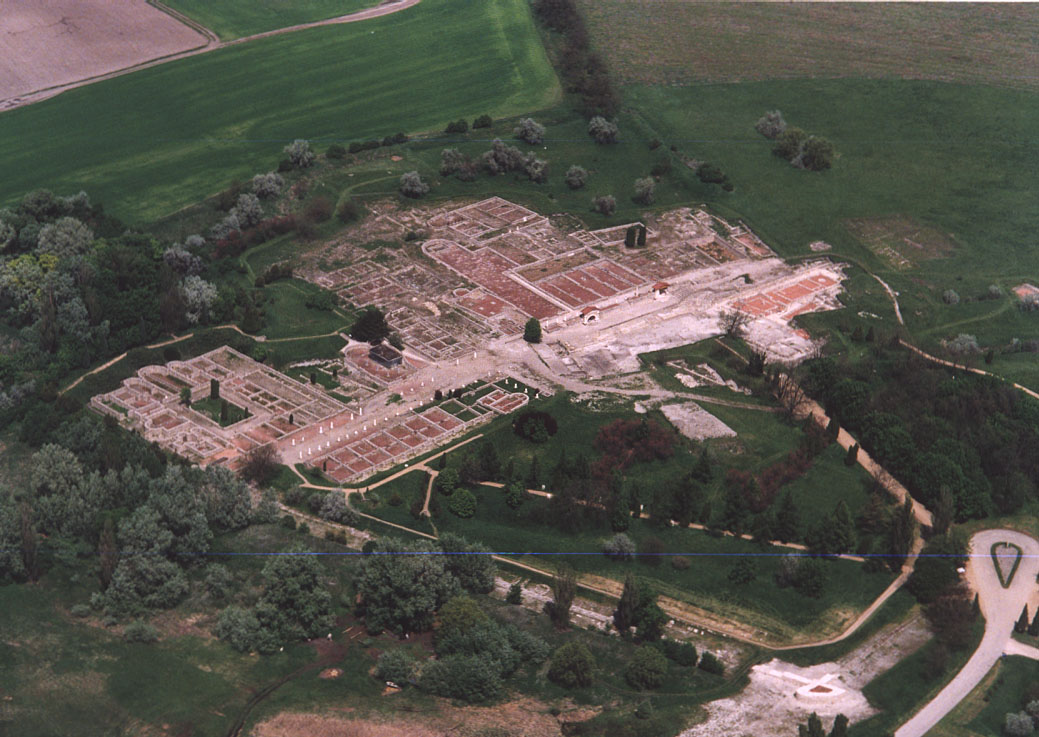
Légi felvétel Gorsiumról
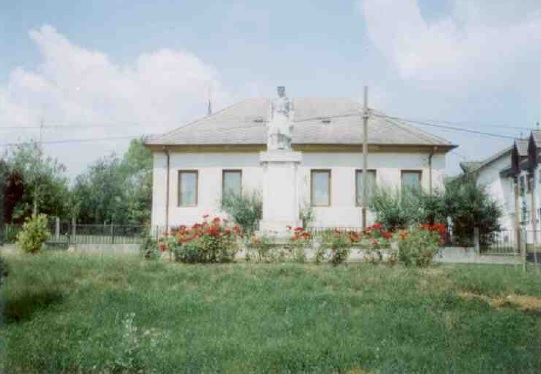
Táci háborús emlékmű és az iskola épülete
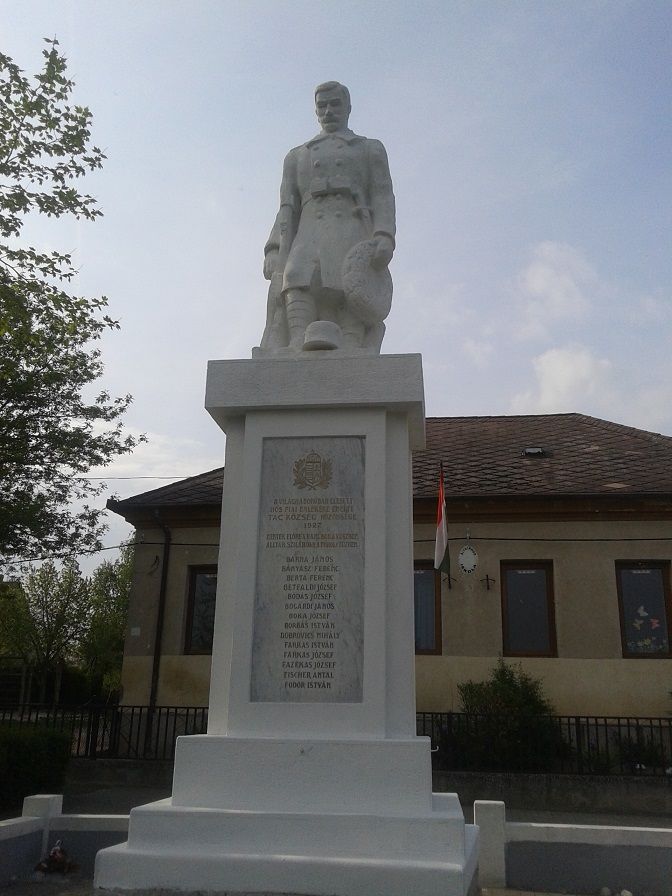
Táci háborús emlékmű-2017 áprilisában
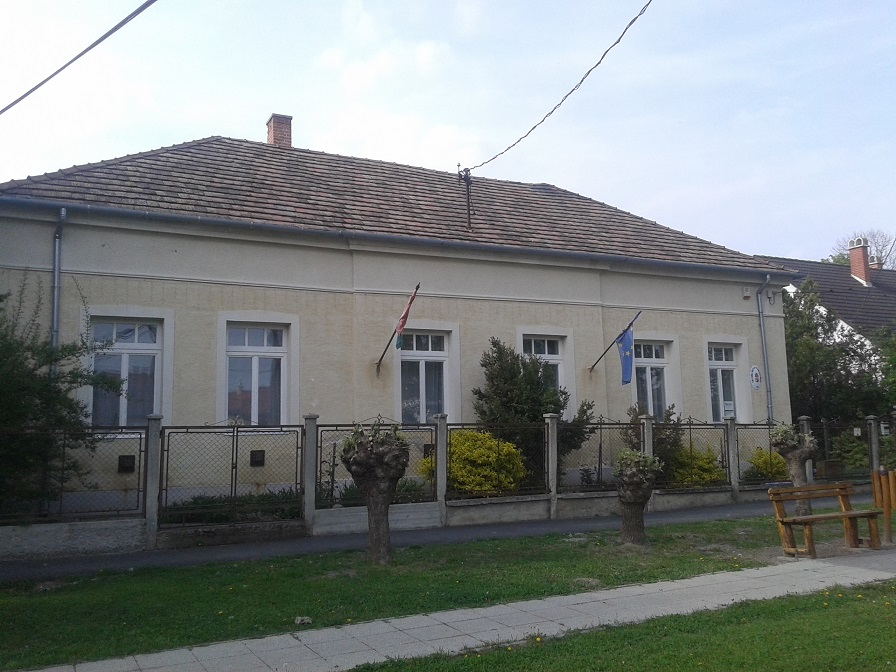
Táci községháza 2017 áprilisában
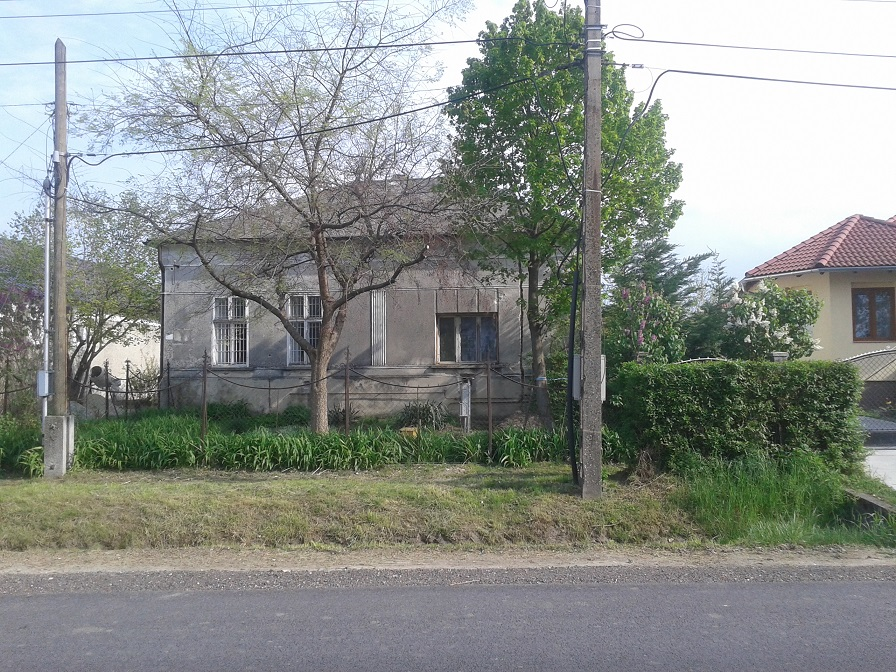
Táci régi posta épülete
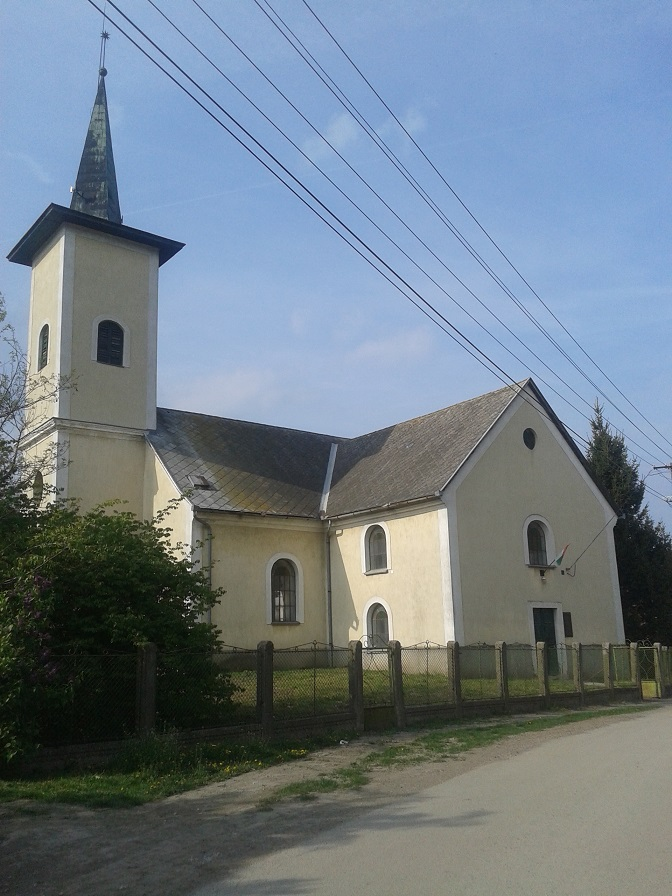
Táci református templom
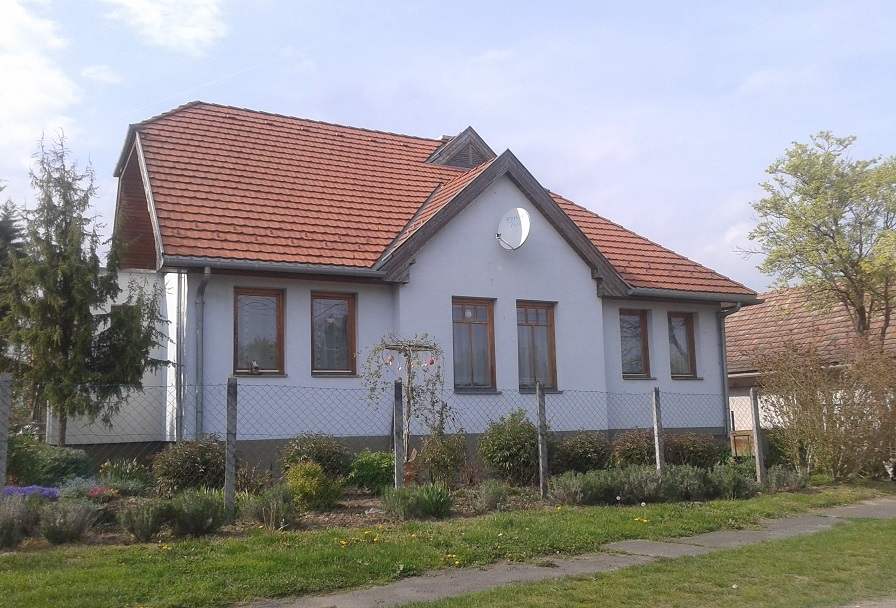
Táci református parókia épülete
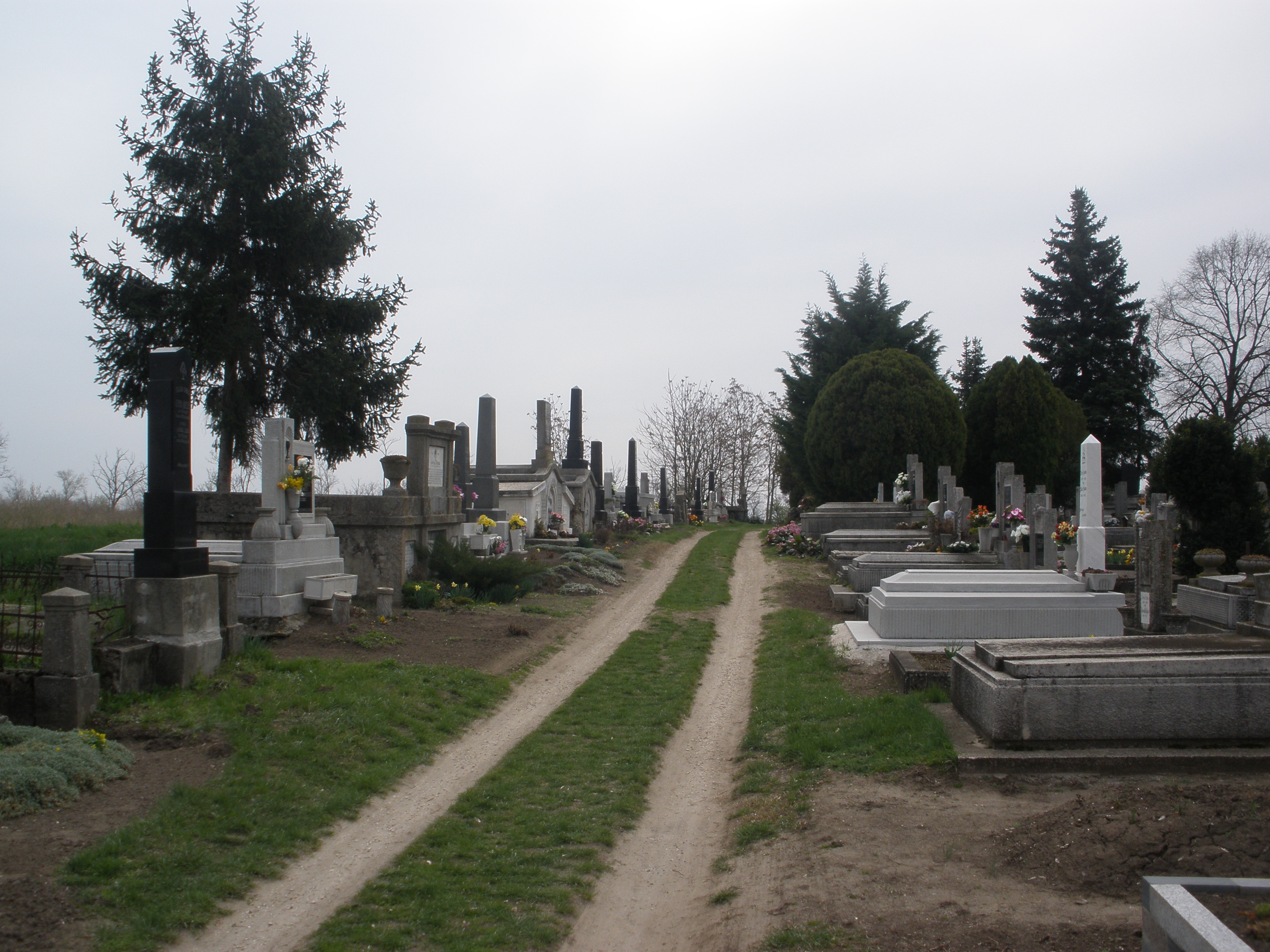
Táci református temető kripta sora
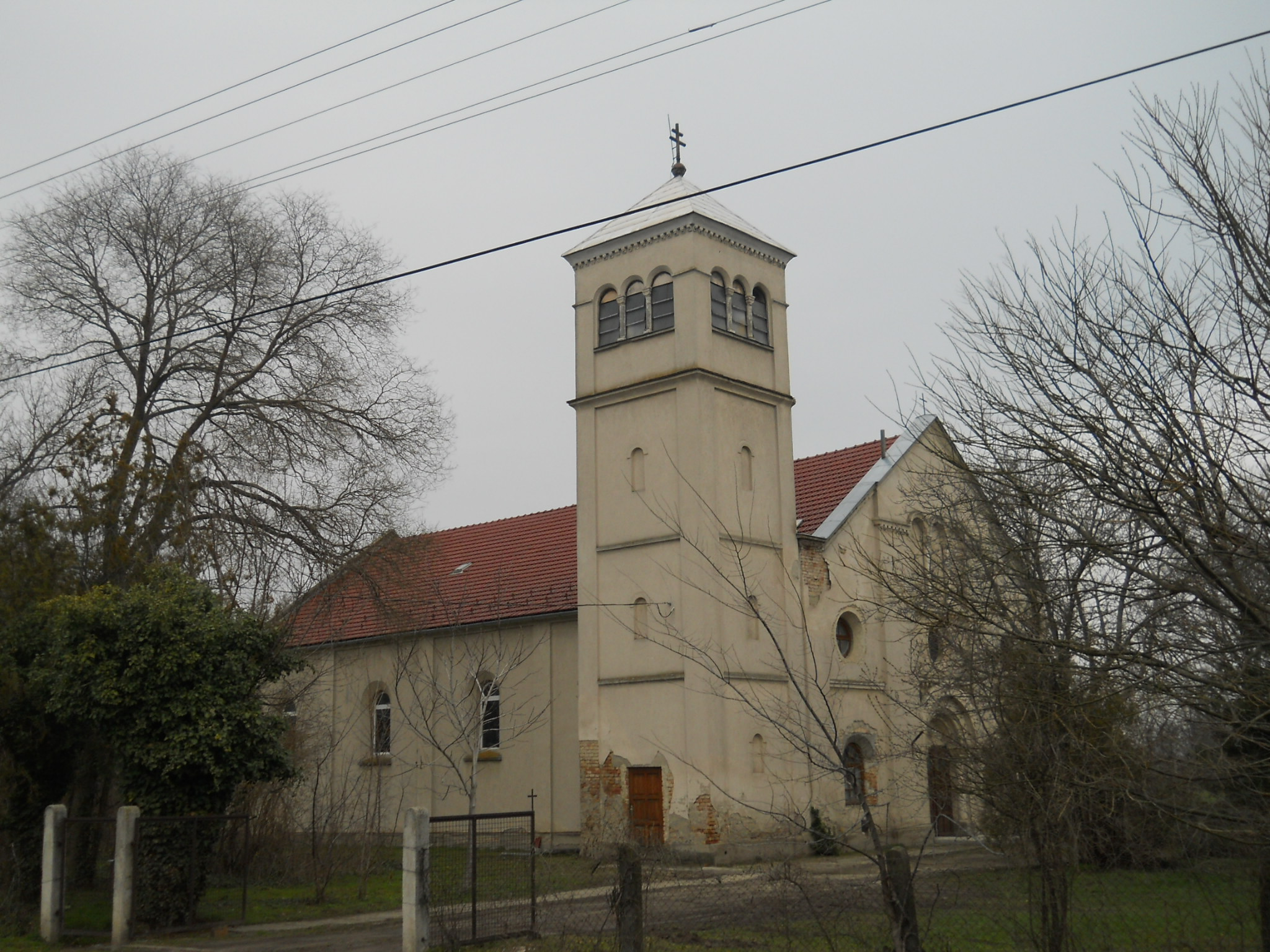
Római katolikus templom
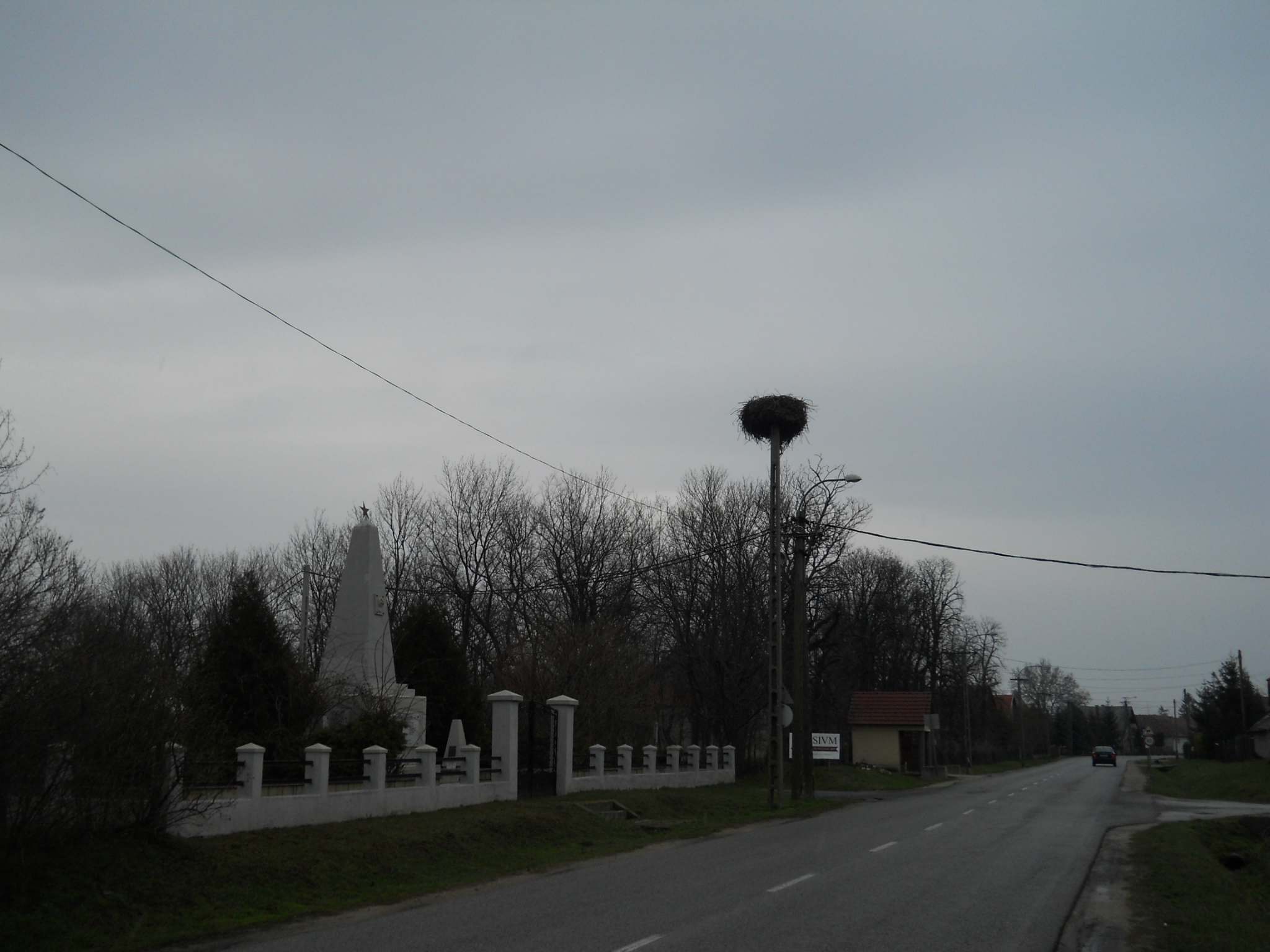
Utcarészlet
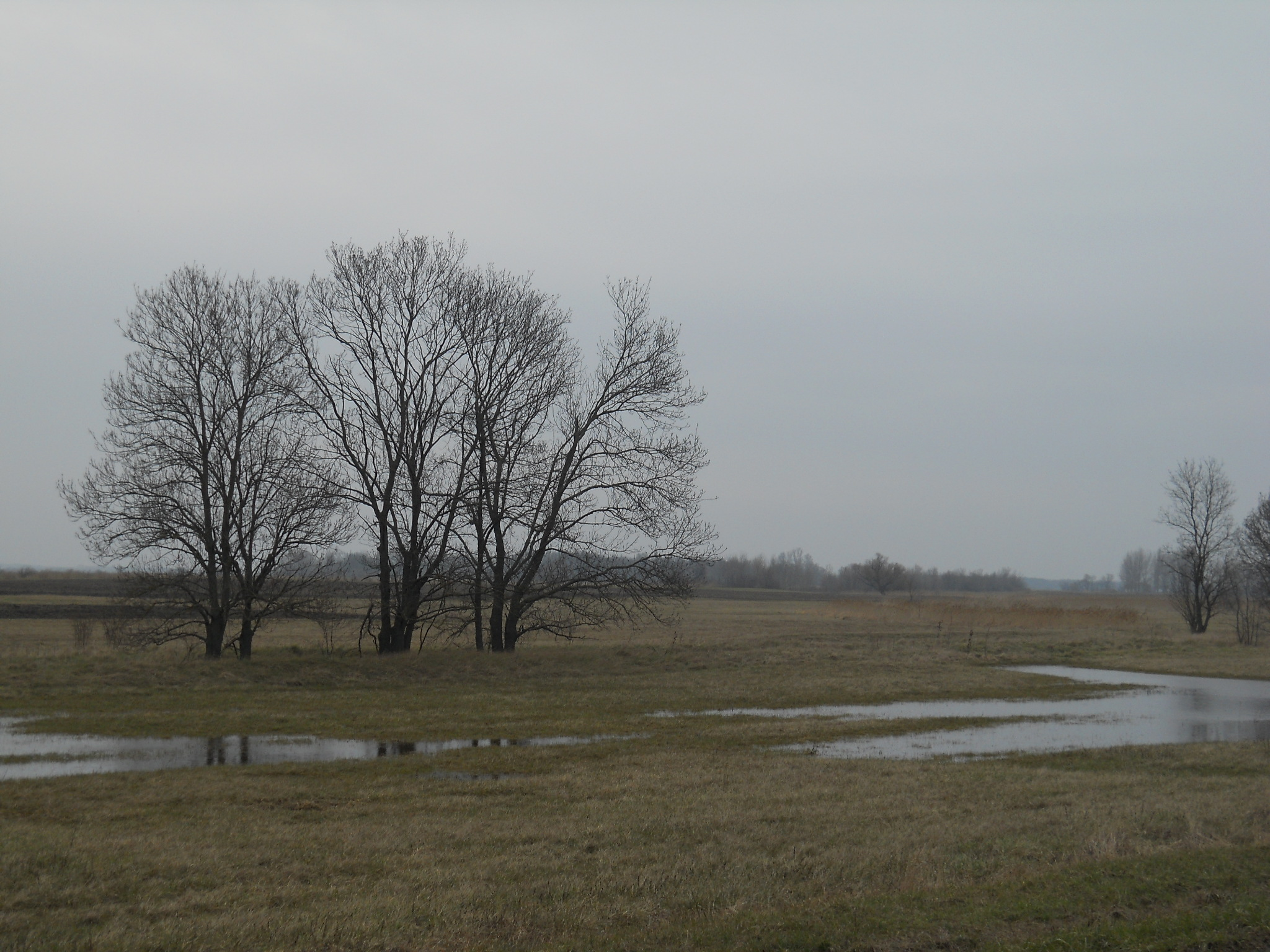
A község határában

## Külső hivatkozások
- Tác-Gorsium 3D képekben